# Perissana circularis
Perissana circularis är en insektsart som först beskrevs av Rauno E. Linnavuori 1952.  Perissana circularis ingår i släktet Perissana och familjen Caliscelidae.
Artens utbredningsområde är Israel. Inga underarter finns listade i Catalogue of Life.